# Mercedes-Benz Vision CLS
Mercedes-Benz Vision CLS ist ein Konzeptfahrzeug von Mercedes-Benz, das 2003 vorgestellt wurde und später als Mercedes-Benz CLS in Serie ging.

## Präsentation
Das Modell wurde im Herbst 2003 auf der Internationalen Automobil-Ausstellung in Frankfurt am Main vorgestellt. Ziel war, ein geräumiges sogenanntes Coupé mit vier Türen zu bauen. Laut Mercedes-Benz sei es „Coupé und Limousine zugleich“.

## Merkmale
Angetrieben wurde das Fahrzeug von einem Sechszylinder-Dieselmotor. Er leistet 195 kW (265 PS). Die Motorleistung wird über ein Sieben-Gang-Automatikgetriebe an die Hinterachse übertragen.
Besonderheiten waren das Konzept eines Coupés mit vier Türen und der dazugehörigen Karosserie und das für Coupés große Raumangebot. Neu waren das Aussehen der Front mit aktivem Kurvenlicht und Abbiegelicht. Die Bordkante ist hoch und wird durch eine markante Schulterlinie hervorgehoben; dadurch habe man „das Gefühl, geborgen im Fahrzeug zu sitzen“. Die Dachlinie ist ausgeprägt – sie wölbt sich über die Karosserie und „taucht sanft im Heckbereich ein“.
Der Innenraum ist mit hellen und freundlichen Farben gestaltet; die Gestaltungselemente wurden vermehrt aus naturbelassenem Leder und Holz gefertigt. Leder wird unter anderem für die Oberfläche des Armaturenbretts und die Verkleidungen der A-Säule, die Autositze und die Innenverkleidungen der Türen verwendet. Für die Holzelemente wird Eichenholz gebraucht. Das Dach besteht zum Großteil aus Glas, lässt viel Licht in das Innere und sorge für ein „angenehmes Raumgefühl“.
Der Abstand zwischen den vorderen und den hinteren Sitzplätzen beträgt 83 Zentimeter und liege damit auf dem Niveau einer Limousine. Die Kopffreiheit im Fond beträgt 92 Zentimeter; das Kofferraumvolumen beträgt 470 Liter.
Das Fahrzeug beinhaltet Front-Airbags, Window- und Sidebags sowie Gurtstraffer und zweistufige Gurtkraftbegrenzer an allen Sitzplätzen. Aktives Kurvenlicht, Abbiegelicht und das elektrohydraulische Bremssystem sind weitere technische Merkmale. In 6,4 Sekunden beschleunigt Mercedes-Benz Vision CLS von null auf 100 Kilometer pro Stunde; die Höchstgeschwindigkeit ist elektronisch auf 250 Kilometer pro Stunde begrenzt. Der Kraftstoffverbrauch beträgt 7,5 Liter je 100 Kilometer.

## Serienproduktion
Mercedes-Benz traf die Zukunft des Konzeptfahrzeugs als Serienfahrzeugs nach einem Votum des Publikums. Dieses sei von dem Auto begeistert gewesen, sodass der Mercedes-Benz Vision CLS in die Serienproduktion ging: als Mercedes-Benz CLS ab 2004.